# 긴반지름

타원의 긴반지름

긴반지름은 타원과 쌍곡선의 변수이다.

## 타원
타원의 긴반지름은 중심과 두 초점을 지나는 긴지름의 절반이다. 긴반지름 {\displaystyle a}, 짧은반지름 {\displaystyle b}인 타원
{\displaystyle {\frac {(x-h)^{2}}{a^{2}}}+{\frac {(y-k)^{2}}{b^{2}}}=1;\,\!}
에서 이심률 {\displaystyle e}는
{\displaystyle b=a{\sqrt {1-e^{2}}}\,\!}
이 된다.

## 쌍곡선
쌍곡선에서 긴반지름은 두 쌍곡선 사이의 최단 거리가 된다. 쌍곡선 식
{\displaystyle {\frac {\left(x-h\right)^{2}}{a^{2}}}-{\frac {\left(y-k\right)^{2}}{b^{2}}}=1}
에서 긴반지름은 {\displaystyle a}이다.

## 천체역학

### 공전 주기
천체역학에서 타원 궤도를 도는 천체의 공전 주기 {\displaystyle T}는
{\displaystyle T=2\pi {\sqrt {\frac {a^{3}}{\mu }}}}
이다. 이때,
{\displaystyle a}는 궤도의 긴반지름,
{\displaystyle \mu }는 표준 중력 변수이다.